# Villiers-sur-Suize
Villiers-sur-Suize is een gemeente in het Franse departement Haute-Marne (regio Grand Est) en telt 242 inwoners (1999). De plaats maakt deel uit van het arrondissement Chaumont.

## Geografie
De oppervlakte van Villiers-sur-Suize bedraagt 17,4 km², de bevolkingsdichtheid is 13,9 inwoners per km².
De onderstaande kaart toont de ligging van Villiers-sur-Suize met de belangrijkste infrastructuur en aangrenzende gemeenten.

## Demografie
Onderstaande figuur toont het verloop van het inwonertal (bron: INSEE-tellingen).